# Belinda Cordwell
Belinda Cordwell (Wellington, 21 settembre 1965) è un'ex tennista neozelandese.

## Biografia
Tennista mancina, ha vinto un titolo in singolare e 2 titoli di doppio. Nei tornei del Grande Slam ha ottenuto il suo miglior risultato raggiungendo le semifinali nel singolare agli Australian Open nel 1989. Belinda Cordwell alla fine del 1989 è anche riuscita a issarsi fino alla 17ª posizione del ranking WTA.
In Fed Cup ha disputato un totale di 29 partite, collezionando 14 vittorie e 15 sconfitte.

## Statistiche

### Singolare

#### Vittorie (1)
| Numero | Anno           | Torneo                    | Superficie | Avversaria in finale | Punteggio |
| 1.     | 16 aprile 1989 | Singapore Open, Singapore | Cemento    | Akiko Kijimuta       | 6-1, 6-0  |

### Singolare

#### Finali perse (1)
| Numero | Anno            | Torneo                | Superficie | Avversaria in finale | Punteggio |
| 1.     | 5 febbraio 1989 | ASB Classic, Auckland | Cemento    | Patty Fendick        | 2-6, 0-6  |

### Doppio

#### Vittorie (2)
| Numero | Anno            | Torneo                                 | Superficie | Compagna         | Avversarie in finale         | Punteggio     |
| 1.     | 20 ottobre 1985 | Japan Open Tennis Championships, Tokyo | Cemento    | Julie Richardson | Laura Gildemeister Beth Herr | 6-4, 6-4      |
| 2.     | 16 aprile 1989  | Singapore Open, Singapore              | Cemento    | Elizabeth Smylie | Ann Henricksson Beth Herr    | 6-7, 6-2, 6-1 |

### Doppio

#### Finali perse (3)
| Numero | Anno            | Torneo                                 | Superficie | Compagna            | Avversarie in finale            | Punteggio     |
| 1.     | 7 febbraio 1988 | Fernleaf Classic, Wellington           | Cemento    | Julie Richardson    | Patty Fendick Jill Hetherington | 3-6, 3-6      |
| 2.     | 24 aprile 1988  | Taiwan Open, Taipei                    | Sintetico  | Julie Richardson    | Patty Fendick Ann Henricksson   | 2-6, 6-2, 2-6 |
| 3.     | 19 giugno 1988  | International Women's Open, Eastbourne | Erba       | Dianne van Rensburg | Eva Pfaff Elizabeth Smylie      | 3-6, 6-7      |

### Risultati in progressione
| Sigla | Risultato               |
| ----- | ----------------------- |
| V     | Vincitore               |
| F     | Finalista               |
| SF    | Semifinalista           |
| O     | Oro olimpico            |
| A     | Argento olimpico        |
| SF    | Bronzo olimpico         |
| QF    | Quarti di Finale        |
| 4T    | Quarto turno            |
| 3T    | Terzo turno             |
| 2T    | Secondo turno           |
| 1T    | Primo turno             |
| RR    | Round Robin             |
| LQ    | Turno di qualificazione |
| A     | Assente                 |
| ND    | Non disputato           |

| Legenda superfici    |
| -------------------- |
| Cemento              |
| Terra battuta        |
| Erba                 |
| Superficie variabile |

#### Singolare nei tornei del Grande Slam
| Torneo          | 1985 | 1986 | 1987 | 1988 | 1989 | 1990 | 1991 |
| --------------- | ---- | ---- | ---- | ---- | ---- | ---- | ---- |
| Australian Open | 1T   | ND   | 2T   | 4T   | SF   | A    | 1T   |
| Open di Francia | A    | 1T   | A    | A    | A    | A    | A    |
| Wimbledon       | A    | 1T   | 3T   | 3T   | A    | 1T   | A    |
| US Open         | 3T   | A    | A    | 1T   | A    | 2T   | A    |

#### Doppio nei tornei del Grande Slam
| Torneo          | 1984 | 1985 | 1986 | 1987 | 1988 | 1989 | 1990 | 1991 |
| --------------- | ---- | ---- | ---- | ---- | ---- | ---- | ---- | ---- |
| Australian Open | A    | 1T   | ND   | 2T   | 2T   | 3T   | A    | 2T   |
| Open di Francia | A    | A    | 1T   | A    | A    | A    | A    | A    |
| Wimbledon       | A    | 1T   | 2T   | 3T   | 1T   | A    | 1T   | 1T   |
| US Open         | 1T   | A    | 1T   | 2T   | 2T   | A    | 2T   | 1T   |

#### Doppio misto nei tornei del Grande Slam
| Torneo          | 1986 | 1987 | 1988 | 1989 | 1990 | 1991 |
| --------------- | ---- | ---- | ---- | ---- | ---- | ---- |
| Australian Open | ND   | 2T   | 1T   | 1T   | A    | 1T   |
| Open di Francia | A    | A    | A    | A    | A    | A    |
| Wimbledon       | 1T   | 3T   | A    | A    | A    | 2T   |
| US Open         | A    | A    | A    | A    | A    | A    |